# Cnephora subdiscofasciata
Cnephora subdiscofasciata là một loài bướm đêm trong họ Geometridae.